# Zavarovana območja Afganistana
To je seznam zavarovanih območij v Afganistanu.
Narodni parki
- Narodni park Vakhan, provinca Badakhšan
- Narodni rezervat Zadar, provinca Paktia
- Narodni park Nuristan in rezervat divjih živali, provinca Nuristan
- Narodni park dediščine Bamijan, provinca Bamijan
- Narodni park Band-e Amir, provinca Bamijan

Zavarovana območja kulturne krajine
- Zavarovano območje znamenitosti Khulm, provinca Balkh
- Zavarovana krajina Koh-e Baba (Shah Foladi), provinca Bamijan

Drugo
- Naravni rezervat Ab-i-Estada, provinca Gazni
- Naravni rezervat doline Adžar, provinca Bamijan
- Rezervat divjine Darqad (Takhar), provinca Takhar
- Zavetišče za vodne ptice Dasht-i-Nawar, provinca Gazni
- Zavetišče za vodne ptice Hamun-i-Puzak, provinci Farah in Nimruz
- Rezervat divjih živali Imam Sahib (Kunduz), provinca Kunduz
- Zavetišče za vodne ptice Kol-i-Hašmat Khan, provinca Kabul
- Upravljani rezervat severozahodnega Afganistana, provinca Herat
- Rezervat divjih živali Pamir-i-Buzurg, provinca Badakhšan
- Upravljani rezervat za divje živali v puščavi Registan, provinca Kandahar

Kraji Unescove svetovne dediščine
- Minaret in arheološki ostanki Džam
- Kulturna krajina in arheološki ostanki Bamijanske doline